# Fosfatase

Defosfatisatie van tyrosine.

Een fosfatase is een enzym dat een fosfaatgroep afbreekt van een molecuul. Het is de tegenhanger van onder andere kinasen, die juist een fosfaatgroep toevoegen. 